# Siska Odett
Siska Odett (Győr, 1994. március 4. –) labdarúgó, hátvéd. Jelenleg az MTK Hungária FC játékosa, kölcsönben a Budapest Honvéd csapatában szerepel.

## Pályafutása
2005-ben a Győri Pannon Sportiskola csapatában kezdte a labdarúgást. 2006 óta a Győri Dózsa játékosa. Az élvonalban a 2009–10-es idényben mutatkozott be. Ebben a szezonban bronzérmes lett a csapattal a bajnokságban. 2012 októberében az MTK-hoz igazolt. 2013 nyarától kölcsönben a Budapest Honvéd csapatában játszik.

## Sikerei, díjai
- Magyar bajnokság
  - bajnok: 2012–13
  - 3.: 2009–10
- Magyar kupa
  - győztes: 2013[1]